# B3 (boys band)
Pour les articles homonymes, voir B3.
B3 est un boys band américain de New York, qui a obtenu un assez gros succès en Allemagne. Il était composé de Rod Michael Koch (2001-2002), John Steven Sutherland (2001-2004), Timothy Andrew Cruz (2001-2004) et Blair Madison Late (2002-2004). Il s'est séparé en décembre 2004.

## Histoire
Rod Michael Koch, John Steven Sutherland et Timothy Andrew Cruz se sont rencontrés à New York en 2000. Leur premier hit fut une reprise d'une chanson des Bee Gees, You Win again, suivi par Nightfever et I.O.I.O, qui fut disque d'or à l'été 2002. Leur premier album, First, comportait 12 reprises des Bee Gees et une chanson écrite par Rod Michael Koch Where I be.
Fin septembre 2002, Rod Michael Koch quitta le groupe, vite remplacé par Blair Madison Late. Avec lui, John et Tim composèrent leur première chanson, Tonight and forever (novembre). Suivirent You're my angel, un album nommé N.Y.B3 et une tournée en Allemagne (24 mars - 6 avril 2003), dont le dernier concert à Stuttgart donna lieu à la vidéo du single We Got the power.
Après une pause, que beaucoup de fans pensèrent définitive, B3 réapparut en octobre avec le nouveau single All the Girls. Immédiatement après sortit une nouvelle version de N.Y.B3 avec trois titres différents et un DvD de leur tournée.
Une pause de sept mois suivit, jusqu'à la sortie de Move your body, la chanson officielle de la campagne 'Eyes 2004' de l'Union Européenne (Année européenne de l'éducation par le sport 2004). Puis le single Can't fight the feeling précéda leur troisième et dernier album Living For The Weekend, avant un dernier single et vidéo Until the end of the time.
La séparation du groupe fut annoncée le 9 novembre 2004 dans le magazine Bravo ; un concert d'adieu eut lieu le 11 décembre 2004.

## Discographie

### Singles
- You win Again (22 oct. 2001)
- Nightfever (21 janv. 2002)
- I.O.I.O (15 mars 2002)
- Tonight and Forever (11 nov. 2002)
- You're my Angel (10 mars 2003)
- We got the Power (26 mai 2003)
- All the Girls (6 octobre 2003)
- Move your Body (14 juin 2004)
- Can't fight the Feeling (6 septembre 2004)

### Albums
- First (février 2002)
- N.Y.B3 (mars 2003)
- N.Y.B3 Special Edition (novembre 2003)
- Living for the Weekend (septembre 2004)